# Don McIlhenny
Don McIlhenny (Cleveland, Ohio; 22 de noviembre de 1934 – 18 de abril de 2023) fue un jugador estadounidense de fútbol americano que jugó seis temporadas con cuatro equipos de la NFL en la posición de halfback.

## Carrera

### Universitario
A nivel universitario jugó para SMU Mustangs luego de hacer la secundaria en Texas. Ganó el premio al mejor jugador de segundo año en su conferencia en 1953 y lideró al equipo en yardas terrestres y acarreos, teniendo como compañeros de equipo a los eventuales miembros del Salón de la Fama Raymond Berry y Forrest Gregg.

### Profesional
Fue elegido en el draft de 1956 en la tercera ronda, posición 27 por los Detroit Lions, liderando al equipo en yardas terrestres en los primeros cuatro partidos, pero a causa de las lesiones se vio limitado a 372 yardas en nueve partidos. El 25 de julio de 1957 es cambiado a los Green Bay Packers junto a los tackleadores ofensivos Ollie Spencer y Norm Masters, y el guardia ofensivo Jim Salsbury por el quarterback Tobin Rote y el defensive back Val Joe Walker.
En Green Bay fue suplente por cuatro temporadas, aunque en 1957 lideró al equipo con 100 acarreos y 384 yardas y su regreso de patada de 25.9 yardas fue el quinto más largo en la historia del equipo.
En el Draft de Expansión de 1960 fue elegido por los Dallas Cowboys como el primer halfback titular en la historia de la franquicia, convirtiendo el primer touchdown terrestre en la historia de los Cowboys, siendo el segundo del equipo en yardas terrestres y acarreos en 11 partidos, siete de los cuales fue titular. Sería puesto en waivers el 11 de octubre de 1961.
Sería reclamado en waivers por los San Francisco 49ers con los que jugó cinco partidos en 1961.

## Vida personal y muerte
Tuvo cuatro hijos en total. Su hijo Lance McIlhenny jugó para SMU Mustangs y fue el quarterback con más victorias en la historia de la universidad y de la Southwest Conference. Su otro hijo Lott McIlhenny también jugó para SMU Mustangs. Tuvo dos hijas, Lynn McIlhenny Stocker y Lori McIlhenny.
McIlhenney murió el 18 de abril de 2023 a los 88 años a causa de la enfermedad de Alzheimer que padeció por 10 años.